# Eberhard-Finckh-Kaserne
Die Eberhard-Finckh-Kaserne (in der Anfangsphase ihres Bestehens als Haid-Kaserne bezeichnet, ab 1965 benannt nach Eberhard Finckh) war von 1958 bis 1993 ein Bundeswehr-Standort des Heeres auf der Hochfläche der mittleren Schwäbischen Alb im Landkreis Reutlingen in Baden-Württemberg. Sie lag auf der Gemarkung der Gemeinde Engstingen, etwa vier Kilometer südlich des Teilortes Großengstingen im Grenzbereich zu den Nachbargemeinden Hohenstein-Meidelstetten und Trochtelfingen. Die längste Zeit ihrer militärischen Nutzung war darin bis zur Kasernenschließung das Raketenartilleriebataillon 250 stationiert, ein im NATO-Konzept der nuklearen Teilhabe zwischen Mitte der 1960er und Anfang der 1990er Jahre eingebundener Verband in Südwestdeutschland.
An die Kaserne angeschlossen war das etwa einen Kilometer entfernte, von einer US-amerikanischen Einheit bewachte und gewartete Sondermunitionslager Golf. In den beiden Bunkern des inneren Sperrbereichs dieses Lagers waren von 1967 bis 1991 nukleare Sprengköpfe für taktische Kurzstreckenraketen deponiert.
Die Kaserne und das Atomsprengkopflager rückten in den 1980er Jahren aufgrund mehrerer Aktionen der Friedensbewegung gegen die militärische Präsenz vor Ort ins Blickfeld einer bundesweiten, zeitweilig auch internationalen Öffentlichkeit. Ein wesentlicher Teil der nicht nur atompazifistisch, sondern in einem weiter reichenden Sinn grundsätzlich antimilitaristisch ausgerichteten Demonstrationen im Umfeld der Eberhard-Finckh-Kaserne markierte ab 1981/82 den Übergang der sozialen Massenbewegung gegen den NATO-Doppelbeschluss von der Appellations- und Demonstrationsphase zur Phase der gewaltfreien Aktion bzw. des Zivilen Ungehorsams in der damaligen Bundesrepublik (Westdeutschland), beispielsweise in Form von längerfristigen Sitzblockaden vor militärischen Einrichtungen.
Das Raketenartilleriebataillon 250 wurde Mitte März 1993 aufgelöst, und die Eberhard-Finckh-Kaserne zum 31. Dezember desselben Jahres als Militärstandort formell geschlossen. Das Areal, Anlagen und Immobilien der vormaligen Kaserne werden seit 1995 als Gewerbepark Haid von verschiedenen Unternehmen des produzierenden und dienstleistenden Gewerbes unter dem Dach des Zweckverbandes Gewerbepark Engstingen-Haid, vertreten durch die Bürgermeister Engstingens, Hohensteins und Trochtelfingens, zivilgewerblich genutzt.

## Namensgebung

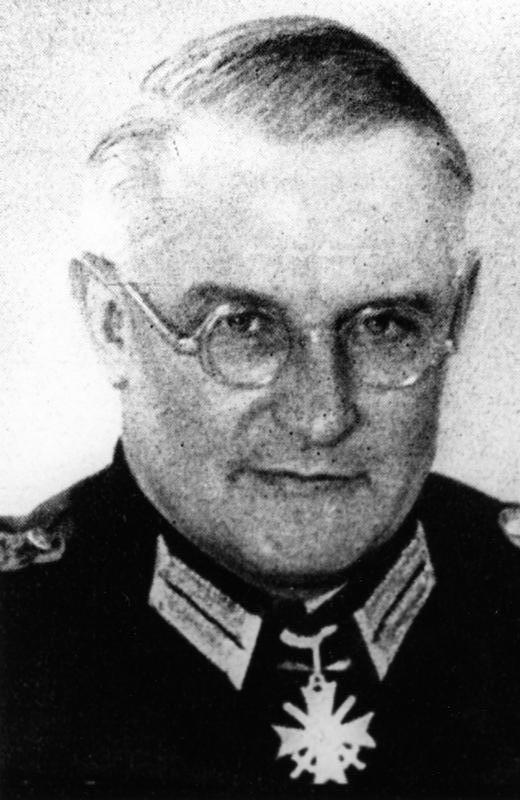
Nach Eberhard Finckh (1899–1944), einem Angehörigen des Widerstandes der Wehrmacht gegen die NS-Führung, wurde die Bundeswehr-Kaserne in Engstingen-Haid ab 1965 benannt

Der zunächst nur unspezifisch in Bezug auf den angrenzenden Weiler als „Haid-Kaserne“ bezeichnete Bundeswehr-Standort, dessen Areal bereits während des NS-Regimes als Munitionsanstalt militärisch genutzt worden war, wurde ab 1965 offiziell benannt nach Eberhard Finckh (1899–1944).
Finckh war ein Oberst der Wehrmacht und Angehöriger des nach der Schlacht um Stalingrad 1943 auf der Offiziersebene erstarkten militärischen deutschen Widerstands gegen die NS-Führungsspitze. Beim „Unternehmen Walküre“, genauer bei den Putschvorbereitungen im von Deutschland während des Zweiten Weltkriegs besetzten Paris hatte er im Kontext des Attentats Stauffenbergs auf Hitler mit dem Befehl zur Festnahme des der SS unterstellten Sicherheitsdienstes die Ausschaltung der nationalsozialistischen Exekutivstrukturen vor Ort eingeleitet. Nach dem Scheitern des Putsches war er vom „Volksgerichtshof“ unter Roland Freisler zum Tode verurteilt und in Berlin-Plötzensee hingerichtet worden.
Die Namensgebung der Haid-Kaserne nach Eberhard Finckh, zwei Jahrzehnte nach dessen Tod, war unter veränderten politischen Verhältnissen im Zuge des Traditionserlasses von 1965 dem Bestreben der damaligen Bundesregierung geschuldet, die neue deutsche Armee in eine Tradition des Widerstandes der Wehrmacht gegen den Nationalsozialismus zu stellen, und sie damit symbolisch vor der auch internationalen Öffentlichkeit als demokratisch legitimierte Armee darzustellen. Der 1983 erfolgende Protest gegen die entsprechende Benennung der Kaserne durch Eberhard Finckhs direkte Nachkommen (Sohn und Töchter), die sich der Friedensbewegung gegen die „Nachrüstung“ angeschlossen hatten, blieb – zumal bis zur Auflösung der Kaserne – erfolglos.
Nach der Kasernenschließung 1993 behielt lediglich eine der Haupt-Durchgangsstraßen des nunmehr als Gewerbepark Haid bezeichneten Geländes den Namen „Eberhard-Finckh-Straße“. Die weiteren Straßennamen des heutigen zivil genutzten Areals erinnern an andere bekannt gewordene – nicht nur militärische – auf unterschiedliche Weise Widerstand leistende Gegner oder Opfer des Nationalsozialismus innerhalb Deutschlands.

## Von der „Luftmunitionsanstalt Haid“ der Wehrmacht (1938) bis zu den Planungen der Bundeswehr (1956/57)
Die militärische Nutzung des Geländes begann bereits mit dem Bau der Luftmunitionsanstalt Haid durch die deutsche Luftwaffe in den Jahren 1938 und 1939, während der Diktatur des Nationalsozialismus. Die Munitionsanstalt (kurz Muna) umfasste eine Fläche von 140 Hektar. Neben den Arbeits-, Verwaltungs- und Wirtschaftsgebäuden, den Arbeiter- und Soldatenbaracken waren 76 Bunker errichtet worden, in denen vorwiegend schwere Munition für die Luftwaffe eingelagert wurde. Während des Zweiten Weltkriegs war an die Muna ein Zwangsarbeiter- und Kriegsgefangenenlager angeschlossen, in das zwischen 200 und 300 Männer und Frauen hauptsächlich aus den von Deutschland besetzten und annektierten Gebieten Polens, Frankreichs und der Sowjetunion deportiert worden waren. Ein Teil von ihnen wurde direkt in der Muna eingesetzt, ein anderer Teil – vor allem die französischen Kriegsgefangenen – zu landwirtschaftlichen Arbeiten in den umliegenden Gehöften herangezogen. Während der Hochphase des Muna-Betriebs arbeiteten einschließlich des einheimischen Personals bis zu 600 Personen in der Munitionsanstalt.
Im Februar 1945, etwa drei Monate vor Kriegsende, wurde die Muna von alliierten Aufklärungsflugzeugen als militärische Anlage ausgemacht, daraufhin von amerikanischen Luftwaffenverbänden mehrmals bombardiert und beim letzten Angriff am 8./9. April 1945 schwer beschädigt. Am 23. April 1945 sprengte die Wehrmacht selbst die noch intakten Reste der Muna, um Gerät und Munition nicht den anrückenden alliierten Truppen in die Hände fallen zu lassen. Für die NS-Verwaltung potenziell politisch belastende Dokumente wurden vernichtet. In der Eile der von der deutschen Militärführung befohlenen Zerstörung der Anlagen (Hitlers sogenannter „Nerobefehl“) wurden einige Bunker lediglich verschüttet, Teile der Munition im Gelände verstreut, und unter Schutt und aufgeworfener Erde begraben. Einen Tag später rückten US-amerikanische Militäreinheiten kampflos in Engstingen ein und besetzten kurz darauf das verwüstete Gelände der Muna. Der größte Teil der vor Ort verantwortlichen NS-Verwaltung und der Soldaten der Wehrmacht war geflohen oder untergetaucht.
Unmittelbar nach dem Ende der NS-Diktatur und des Zweiten Weltkriegs in Europa wurde Mitte Mai 1945 die Hoheit über die Hinterlassenschaft des vormaligen NS-Regimes der französischen Besatzungsmacht in Württemberg-Hohenzollern übergeben. Diese überantwortete 1948 das Gelände dem württembergisch-hohenzollerischen Finanzministerium, nicht zuletzt, um das risikobehaftete Problem der Suche nach und Zerstörung der Munitionsrückstände abzugeben. Die entsprechende Aufgabe lag nun in den Händen des einheimischen Kampfmittelbeseitigungsdienstes, der bis zur vorläufigen Einstellung seiner Arbeit 1956 laut Angaben des Landessprengmeisters eine Fläche von 172,5 Hektar geräumt, 274 Kubikmeter Erde und Beton bewegt und 498.000 Sprengkörper und Zünder sowie rund 231.000 Infanteriepatronen geborgen hatte.
Parallel zur Arbeit des Kampfmittelbeseitungsdienstes wurde das Gelände der vormaligen Muna saniert, und einige Gebäude neu errichtet. Nach dieser notdürftigen Instandsetzung in den ersten Nachkriegsjahren befand sich auf dem Areal ab 1949/50 eine Lungenheilanstalt für etwa 200 Patienten. Diese Therapieeinrichtung wurde bereits 1953 wieder geschlossen, um Platz für ein Durchgangslager für Flüchtlinge und Vertriebene, insbesondere aus den von Polen und der Sowjetunion besetzten vormaligen Ostgebieten des Deutschen Reiches zu schaffen. Das Flüchtlingslager, in dem zeitweilig bis zu 800 Menschen lebten, existierte bis 1959.
Mitte der 1950er Jahre fasste das aus dem „Amt Blank“ neu hervorgegangene Bundesverteidigungsministerium den Beschluss, mit einem Etat von 40 Millionen DM den ersten Kasernenneubau im 1952 gegründeten, aus drei Bundesländern zusammengeschlossenen „Südweststaat“ Baden-Württemberg auf dem Gelände bei Engstingen in die Wege zu leiten. Die ursprünglich von den Besatzungsmächten beschlossene Entmilitarisierung Deutschlands war im Zuge der Ost-West-Konfrontation und des sich daraus entwickelnden sogenannten Kalten Krieges für die an der antikommunistischen Rollback-Politik ausgerichteten Westmächte und die politische Führung der jungen Bundesrepublik obsolet geworden. Unter der CDU-geführten Regierung des ersten Bundeskanzlers Konrad Adenauer wurde die Westbindung des Landes beschlossen und mit den Pariser Verträgen vom Oktober 1954 umgesetzt. Die Regierung Adenauer trieb ab Anfang der 1950er Jahre die Gründung einer neuen deutschen Armee voran und setzte diese gegen den Widerstand der Wiederbewaffnungsgegner („Ohne mich-Bewegung“), sozusagen der ersten gesellschaftlich breiten Friedensbewegung in der deutschen Nachkriegsgeschichte, bis 1955 durch. Im selben Jahr trat die Bundesrepublik dem 1949 wesentlich von den USA initiierten Militärbündnis der NATO bei.
Sieben Jahre nach Konstituierung der Bundesrepublik Deutschland, und wenige Monate, nachdem mit der Bundeswehr eine neue – westdeutsche – Armee gegründet worden war, wurde 1956 mit dem Bau der Kasernengebäude auf dem ehemaligen Engstinger Muna-Gelände begonnen, zunächst noch neben dem Flüchtlingslager, das im letzten Jahr seines Bestehens aus „militärischen Sicherheitsgründen“ eingezäunt war. Als die letzten Flüchtlinge das Lager verlassen hatten, weitete die Bundeswehr das Kasernengelände um die Gebäude des vormaligen Durchgangslagers aus.

## Bundeswehr-Standort „Haid“ bzw. „Eberhard-Finckh-Kaserne“ (1958–1993)

### Kaserne

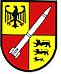
Internes Verbands-
abzeichen des RakArtBtl 250

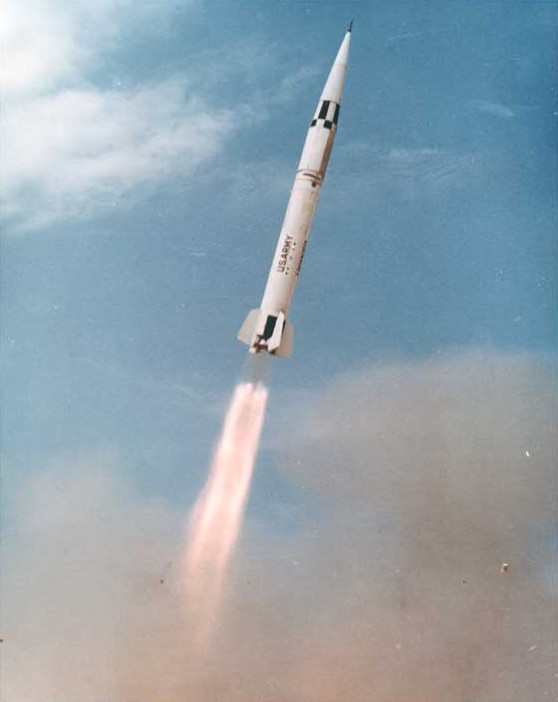
Sergeant-Rakete, in Engstingen stationiert zwischen 1965 und 1977

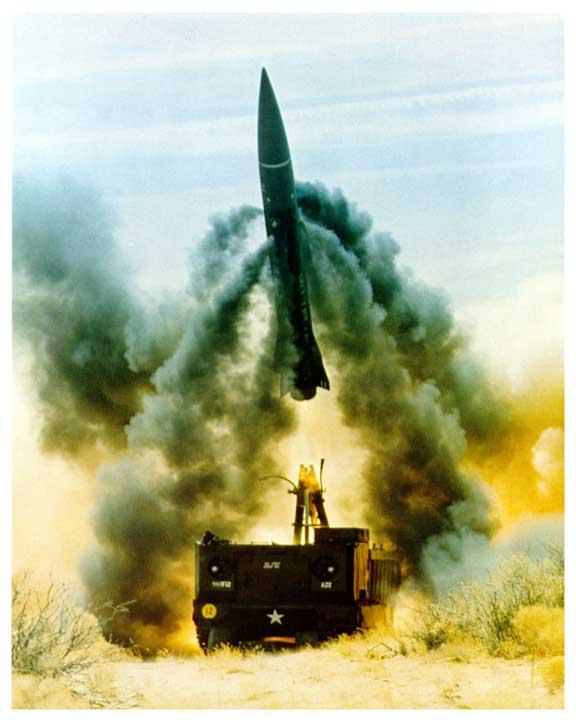
Lance-Rakete, in Engstingen stationiert zwischen 1977 und 1993

Im Februar 1958 rückten die ersten Soldaten der Bundeswehr in die neu errichtete Kaserne auf der Haid, die sieben Jahre später den Namen Eberhard-Finckh-Kaserne erhalten sollte, ein. Es waren zunächst häufig wechselnde Einheiten stationiert. Ab Mai 1963 war Engstingen Standort des Raketenartilleriebataillons 250 (RakArtBtl 250). Ab 1967 war hier außerdem das 84th US-Army Field Artillery Detachment (84th USFAD) untergebracht. Die Aufgabe dieser US-amerikanischen Einheit bestand in der Bewachung und Wartung der im nahegelegenen „Sondermunitionslager“ deponierten Atomsprengköpfe. Sie sollten im Falle eines Atomkriegs im Rahmen der nuklearen Teilhabe mit deutschen Raketen verschossen werden. Hierfür waren ab Mitte der 1960er Jahre Sergeant-Kurzstreckenraketen vorgesehen. 1977 wurden diese durch Lance-Kurzstreckenraketen mit einer Reichweite von rund 130 km ersetzt. In Engstingen als dem von vier Standorten am südlichsten gelegenen Stationierungsort für nuklear bestückte Kurzstreckenraketen innerhalb der Bundesrepublik, waren sechs solche Systeme stationiert, dazu gedacht, einen potenziellen Angriff von Warschauer-Pakt-Truppen im angenommenen Raum zwischen Bayerischem Wald und Augsburg/Bayern aufzuhalten.
Folgende Heeresbataillone der Bundeswehr waren im Lauf der Jahre in der Eberhard-Finckh-Kaserne stationiert (chronologische Reihenfolge):
- Luftlandeartilleriebataillon 9 (vom 23. Februar 1958 bis zum 15. März 1959)
- Lehrbataillon der Heeresoffizierschule III / Panzergrenadierlehrbataillon 283 (vom 27. Februar 1958 bis zum 5. Juni 1959)
- Panzerbataillon 322 / 294 (vom 1. März 1958 bis zum 30. November 1959)
- Fallschirmartilleriebataillon 255 (vom 16. März 1959 bis zum 30. September 1961)
- Fallschirmartilleriebataillon 265 (vom 1. September 1959 bis zum 13. Januar 1963)
- Beobachtungsbataillon 270 (vom 1. Dezember 1959 bis zum 30. April 1966)
- Raketenartilleriebataillon 92 (vom 16. November 1961 bis zum 13. Mai 1963)
- Versorgungsbataillon Flugkörper 260 (vom 1. November 1962 bis zum 31. Dezember 1964)
- Technisches Bataillon Sonderwaffen 260 (vom 1. Januar 1965 bis zum 30. September 1975)
- Instandsetzungsbataillon 210 (vom 1. Oktober 1975 bis zum 19. März 1993)
- Raketenartilleriebataillon 250 (vom 15. Mai 1963 bis zum 22. März 1993)

Zusätzlich unterstanden der Standortkommandantur Engstingen verschiedene Ausbildungskompanien, Instandsetzungsgruppen, Lazaretteinheiten u. a., die ebenfalls mit jeweils unterschiedlicher Verweildauer in der Kaserne untergebracht waren. Die Mannschaftsunterkünfte boten Platz für zirka 2.000 Soldaten.
In Sichtweite der Kaserne befand sich östlich von ihr der 115 Hektar große Standortübungsplatz, der 1963 mit einer Schießanlage (zwei Gewehrstände und drei Maschinengewehr-Stände) ausgebaut worden war. Direkt neben dem Übungsplatz gehörte noch die zehn Hektar umfassende Standortmunitionsanlage mit 17 Munitionsbunkern und einem Hundezwinger zum erweiterten Areal der Kaserne.

### Sondermunitionslager Golf für Atomsprengköpfe

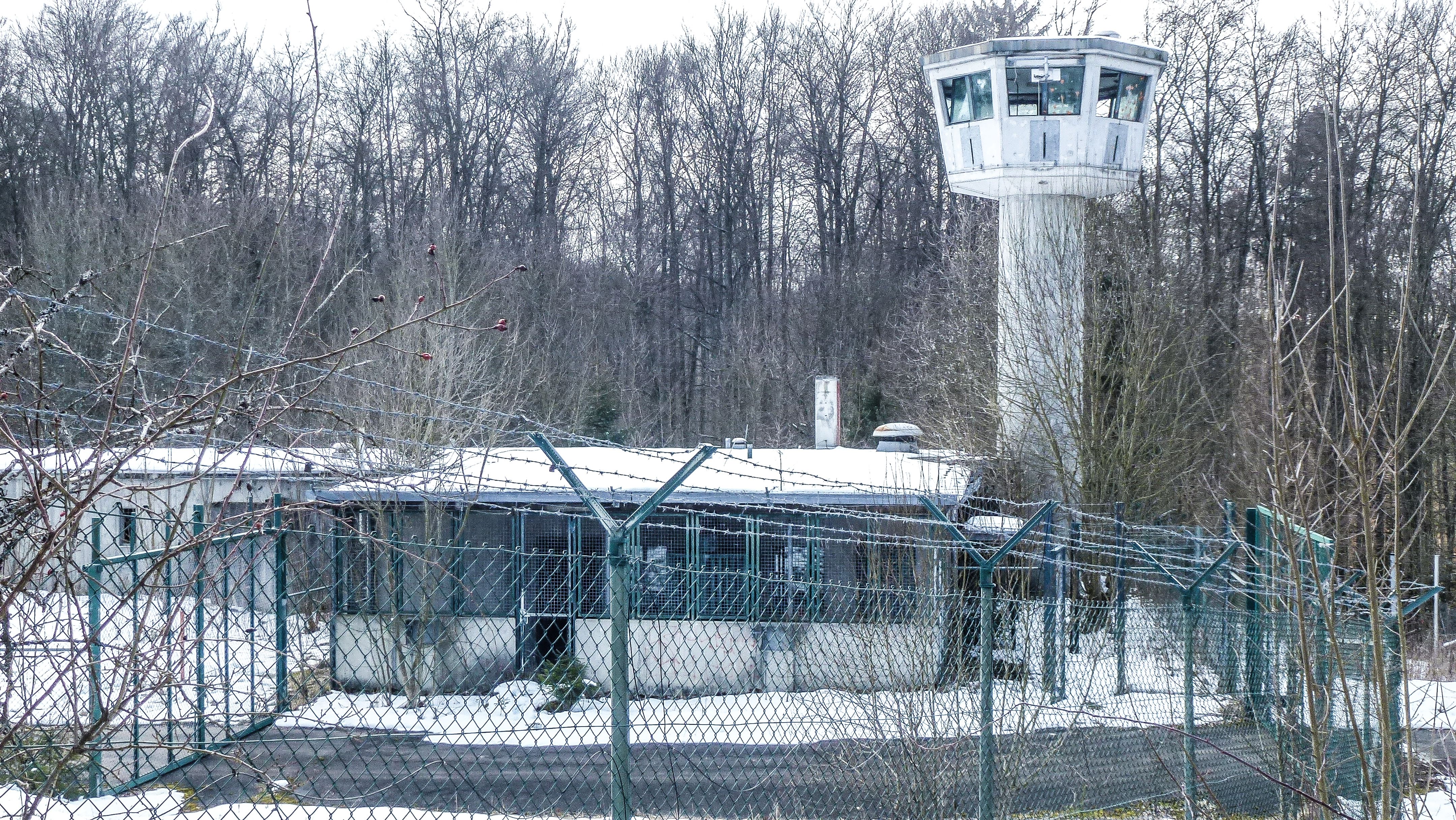
Eingang zum inneren Sperrbereich („J-Lager“) des ehemaligen Sondermunitionslagers Golf mit Kontrollgebäude und Wachturm (März 2016)

Die Sprengköpfe der „taktischen“ Kernwaffen – zuletzt für die Lance-Kurzstreckenrakete, mit variablen Sprengleistungen von 1 bis 100 kt (vgl. die Ende des Zweiten Weltkriegs in Hiroshima eingesetzte Atombombe „Little Boy“ hatte eine Sprengleistung von 12,5 kt) – wurden im etwa einen Kilometer südlich von der Eberhard-Finckh-Kaserne entfernten, ab 1967 eingerichteten Sondermunitionslager Golf auf den Gemarkungen der Gemeinden Hohenstein und Trochtelfingen gelagert. Bewacht wurden sie von amerikanischen Soldaten der 84th Field Artillery Detachment und von der 5. Batterie des Raketenartilleriebataillons 250 der Bundeswehr (Host Nation-Batterie, vgl. auch Unterstützungskommando (WHNS)). Zugang zum inneren Sperrbereich („J-Lager“) des etwa 15 Hektar großen, sichtgeschützt von Wald umgebenen Geländes hatten nur die US-Soldaten, die auch für die Wartung der Sprengköpfe zuständig waren, und Bundeswehrsoldaten, die entsprechend vom Militärischen Abschirmdienst (MAD) überprüft wurden. Im „K-Lager“, das sich in geringer Entfernung auf Trochtelfinger Gemarkung befand, lagen in den zehn kleinen und sechs großen Bunkern die Raketenmotoren sowie Bundeswehr-Munition.
Der innere Sperrbereich bestand aus zwei Bunkern für bis zu 30 Sprengköpfe und war mit dreifacher Umzäunung, Panzersperren und zwei Wachtürmen befestigt. Im Lauf der späten 1970er und 1980er Jahre wurden die Befestigungen noch verstärkt, zum einen begründet mit Befürchtungen terroristischer Anschläge (in der Situation der Zeit – vgl. Deutscher Herbst – war die sogenannte „zweite Generation“ der Rote Armee Fraktion relativ stark aktiv), zum anderen mit der Zunahme sowjetischer Spionagetätigkeiten. Offiziell wurde dieser unter militärischer Geheimhaltung stehende Sicherheitsbereich jedoch immer nur „für militärische Zwecke der Verteidigung“ genutzt. So hieß es im Kaufvertrag zwischen der Bundesvermögensstelle Tübingen und den Gemeinden Trochtelfingen und Meidelstetten (heute Teilort von Hohenstein), als erstere 1967 das an der Grenze zur Gemarkung Engstingens liegende Waldstück von den beiden Albgemeinden zum Preis von 240.000 DM erworben hatte. Dass darin Atomsprengköpfe gelagert wurden, sickerte zwar nach und nach in die Öffentlichkeit durch, jedoch erst während des Auflösungsappells des Raketenartilleriebataillons 250 am 22. März 1993 bestätigte Oberst Ullrich Schröter, Kommandeur des Artilleriekommandos 2, zum ersten Mal offiziell, dass im Lager Golf „bis Ende 1991 nukleare Sprengköpfe gelagert waren“.
Das Sprengkopflager für die Atomraketen wurde infolge des zu Ende gegangenen Kalten Krieges nach der deutschen Wiedervereinigung gemäß den Bestimmungen des Zwei-plus-Vier-Vertrages bereits im Herbst 1991, eineinhalb Jahre vor der Auflösung des RakArtBtl 250 und mehr als zwei Jahre vor der formellen Schließung der Eberhard-Finckh-Kaserne, ebenfalls unter Geheimhaltung, von der US-Armee geräumt. Dass das Lager danach leer stand, wurde publik, als 1992 eine Gruppe der Friedensbewegung eine erneute, sozusagen die letzte Aktion beim Atomwaffendepot durchführen wollte, und unerwartet auf eine vernachlässigte Umzäunung und offene Tore stieß.
Das Sondermunitionslager Golf befand sich bei 48° 21′ 2″ N, 9° 16′ 53″ O.

### Protestaktionen der Friedensbewegung in den 1980er Jahren
Seit dem NATO-Doppelbeschluss vom 12. Dezember 1979 trat die Existenz von Atomwaffen in Deutschland, die nach dem Abflauen der Kampf-dem-Atomtod-Proteste (1959) von einer Bevölkerungsmehrheit verdrängt worden oder ihr unbekannt geblieben war, wieder stärker ins öffentliche Bewusstsein. Die deutsche Friedensbewegung wuchs nach dem Beschluss in wenigen Monaten zu einer Massenbewegung an. Auch Engstingen rückte ins Blickfeld der Atomwaffengegner, nachdem die Zeitschrift Stern im Januar 1981 unter dem Titel „Atomrampe BRD“ einen Artikel veröffentlicht hatte, in dem auch die bis dahin bereits bestehenden Standorte der Atomwaffenlager in der Bundesrepublik einer breiten Öffentlichkeit publik gemacht worden waren.
Im April 1981 war die Eberhard-Finckh-Kaserne zum ersten Mal Ziel eines Ostermarsches mit etwa 2.000 Teilnehmern. Auch in den folgenden Jahren machten sich regelmäßig Ostermarschierer auf den Weg nach Engstingen.
Am 13. Juli 1981 ketteten sich 13 Demonstranten aus dem Umfeld der Föderation Gewaltfreier Aktionsgruppen (FöGA) an das Haupttor und blockierten so die Zufahrtsstraße zur Kaserne für 24 Stunden.
Nach einem Jahr intensiver Vorbereitungsaktivitäten wie beispielsweise Öffentlichkeits- und Pressearbeit, Organisation von Trainings in gewaltfreier Aktion u. a. durch den „Arbeitskreis Engstingen“, einem Zusammenschluss von Vertretern hauptsächlich Tübinger und Reutlinger Friedensinitiativen, wurde das Sondermunitionslager Golf vom 1. August bis zum 8. August 1982 für eine ganze Woche von rund 700 Menschen aus dem ganzen Bundesgebiet (aufgeteilt in etwa 60 Bezugsgruppen) rund um die Uhr blockiert. Die Akteure, die die Lagerzufahrt in Schichteinsätzen von sechs Stunden mit vier bis sechs Bezugsgruppen versperrten, waren in fünf Zeltlagern auf angemieteten Wiesen im Umkreis von bis zu 15 km um Engstingen untergebracht. Während dieser Woche kam es bei den täglich fast „ritualisiert“ ablaufenden zwei bis vier Räumungen der Blockaden durch Einheiten der Bereitschaftspolizei zu 380 kurzfristigen Festnahmen der beteiligten Demonstranten, als die Polizisten nach zweifacher vergeblicher Aufforderung, den Weg freiwillig zu räumen, den Versorgungsfahrzeugen der Bundeswehr durch Wegtragen jedes einzelnen Blockierers den Weg frei machten. Gemäß dem Konzept der Demonstranten gab es keinen aktiven körperlichen Widerstand gegen das Wegtragen. Demgegenüber verzichtete die in Alltagsuniform (ohne Helm, Schild und Schlagwaffen) antretende Polizei auf den Einsatz von unmittelbarer Gewalt wie den von Schlagstöcken, Hunden oder anderen potenziellen Eskalationsmitteln. Dass sich die Blockierer bei ihren vorbereitenden Trainings auf den Einsatz solcher „harten“ Mittel eingestellt hatten, und gewillt waren, dennoch nicht freiwillig zu weichen, war der Einsatzleitung von der Abteilung für Staatsschutz bei der Kriminalpolizei Reutlingen bekannt. Unter den Blockierern war das Konzept der Offenheit und Transparenz gegenüber der Staatsgewalt umstritten und immer wieder kontroverses Thema bei den täglich stattfindenden Sprecherräten der Bezugsgruppen, wurde jedoch gemäß dem basisdemokratischen Konsensprinzip („Minimalkonsens“) die ganze Woche über eingehalten.

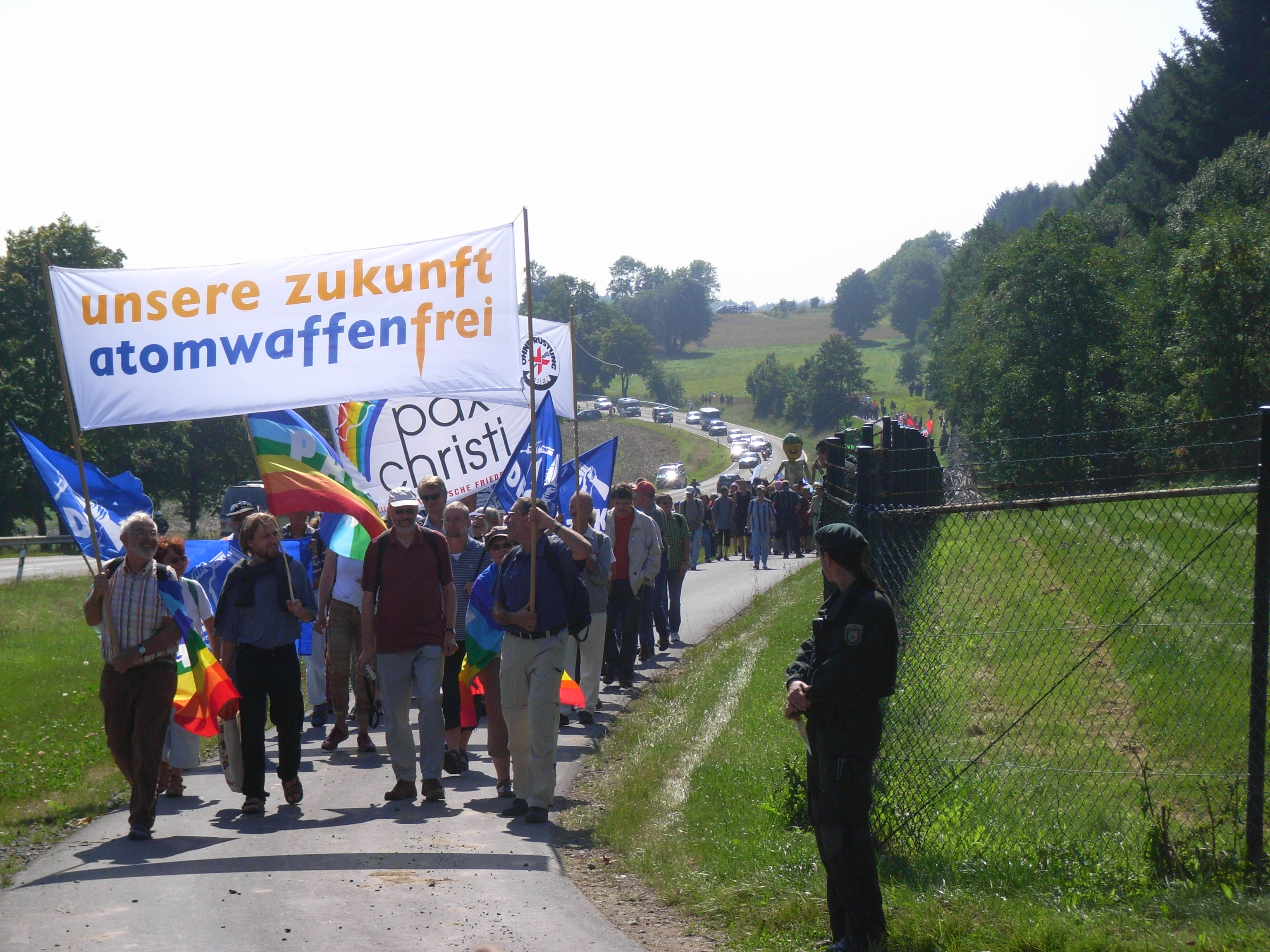
Demonstration der Friedensbewegung gegen die „Nukleare Teilhabe“ bei einem Atomwaffenstandort in der Bundesrepublik (hier 2008 nahe dem Fliegerhorst Büchel)

Diese erste große Sitzblockade eines Atomwaffenlagers in der Bundesrepublik, die in Anlehnung an die von den USA ausgehende Pflugscharbewegung um Philip und Daniel Berrigan sowie an staatsunabhängige Friedensgruppen in der DDR unter dem Motto „Schwerter zu Pflugscharen“ stand, gab der westdeutschen Friedensbewegung insgesamt wichtige Impulse im Hinblick auf die Strategie der von kleinen antimilitaristischen Basisgruppen ausgehenden gewaltfreien Aktion. Sie stellte den Auftakt für eine Reihe weiterer, ähnlicher und umfangreicherer, über bloße Protestdemonstrationen hinausgehenden Aktionen des Zivilen Ungehorsams in Westdeutschland dar, so auch bei anderen militärischen Einrichtungen wie beispielsweise der knapp 100 km nordöstlich der Eberhard-Finckh-Kaserne gelegenen Mutlanger Heide als nächstliegendem und bekanntestem Stationierungsort von Pershing-II-Mittelstreckenraketen. Viele der in Engstingen aktiven Antimilitaristen waren auch bei der Organisation von Aktionen der Friedensbewegung in Mutlangen maßgeblich beteiligt.
Zum dritten Jahrestag des NATO-Doppelbeschlusses war die Eberhard-Finckh-Kaserne im Rahmen eines bundesweiten Aktionstages am 12. Dezember 1982 neben rund 50 anderen Militärstandorten in der Bundesrepublik mit etwa 700 Teilnehmern erneut Schauplatz einer größeren Blockade der Kasernenzufahrten.
In den folgenden Jahren fanden immer wieder größere und kleinere Demonstrationen und Aktionen im Umfeld der Eberhard Finckh-Kaserne statt, so wurde beispielsweise während eines dreimonatigen „Friedenscamps“ bei Großengstingen im Sommer 1983 der Standortübungsplatz kurzzeitig von Aktivisten der Friedensbewegung besetzt.
Der Sohn des Namensgebers der Kaserne, Peter Finckh und seine beiden Schwestern solidarisierten sich 1983 mit der Friedensbewegung, und versuchten – wenn auch erfolglos –, das Bundesverteidigungsministerium unter Manfred Wörner (CDU) zur Revidierung der Namensgebung der Kaserne mit dem Namen ihres Vaters zu veranlassen. Mit diesem Anliegen trat Peter Finckh auch als Redner beim Ostermarsch 1984 in Engstingen-Haid im Rahmen einer symbolischen Kasernenumbenennung auf. Unter den weiteren Rednern bei den diversen Ostermarschkundgebungen um die Eberhard-Finckh-Kaserne waren etwa der Rhetorikprofessor Walter Jens, Inge Aicher-Scholl (die Schwester der 1943 hingerichteten Weiße-Rose-Mitglieder und NS-Opfer Hans und Sophie Scholl), und der Liedermacher Thomas Felder, der sich schon an mehreren Sitzblockaden des Atomwaffenlagers Golf beteiligt hatte.
Zudem gehörten unter anderem Mahnwachen vor den Zufahrten des Geländes, öffentliche Wehrpassverbrennungen und – später Gelöbnix genannte – Störaktionen gegen Rekrutenvereidigungen (Feierliches Gelöbnis) der Bundeswehr zum Aktionsrepertoire regionaler Friedensinitiativen.
Am 12. Januar 1987 blockierten zwanzig Richterinnen und Richter zwei Stunden die Zufahrt zum Raketenstandort in Mutlangen, indem sie auf der Fahrbahn saßen – nach einer jahrelangen Vorgeschichte richterlichen Protestes gegen die Stationierung von atomaren Pershing II-Raketen und Cruise-Missiles.
1989 war Engstingen mit etwa 6.000 Teilnehmern zentraler Veranstaltungsort für die Ostermärsche in Baden-Württemberg.

#### Juristische Folgen im Zusammenhang mit den Sitzblockaden
Die vielen Sitzblockaden führten in der Nachwirkung zu einer Serie von Strafbefehlen und infolge der jeweils eingegangenen Widersprüche zu Gerichtsverhandlungen, die das Amtsgericht Münsingen über Jahre hinweg beschäftigte. Hunderte von Blockierern wurden wegen Nötigung gemäß § 240 StGB zur Zahlung einer Geldstrafe zwischen 20 und 40 Tagessätzen verurteilt. Einzelne der Verurteilten mussten eine Erzwingungshaft antreten, weil sie sich weigerten, ihre Strafe zu bezahlen. Nach dem Durchlaufen von mehreren gerichtlichen Instanzen bis hin zum Bundesgerichtshof wurde schließlich aufgrund verschiedener Verfassungsbeschwerden die Gesetzesauslegung 1995 – etwa 14 Jahre nach Beginn der Sitzblockaden bei der Eberhard-Finckh-Kaserne – durch das Bundesverfassungsgericht (BVerfG) modifiziert.„Die Auslegung des Gewaltbegriffs in § 240 Abs. 1 StGB durch die Strafgerichte [verstößt] gegen Art. 103 Abs. 2 GG.“ So die Verfassungsrichter in ihrer Urteilsbegründung. Im konkreten Fall der Sitzblockaden sei damit die Strafbarkeit der Handlung vor dem Hintergrund des Bestimmtheitsgrundsatzes des Art. 103 Abs. 2 GG nicht gegeben, da eine Verwerflichkeit der Mittel in Verbindung mit der Verhältnismäßigkeit der Strafe unbestimmt, damit fragwürdig, und die Überdehnung des Gewaltbegriffs in § 240 StGB, bezogen auf die in Engstingen angewandte Form der Sitzblockaden letztlich verfassungswidrig sei.
Urteil des Bundesverfassungsgerichts von 1995 (Auszug): „Zwangseinwirkungen, die nicht auf dem Einsatz körperlicher Kraft, sondern auf geistig-seelischem Einfluß beruhen, erfüllen […] nicht [… das Tatbestandsmerkmal …] der Gewaltanwendung. … Die Auslegung des Gewaltbegriffs in der höchstrichterlichen Rechtsprechung hat folglich gerade jene Wirkungen, die zu verhüten Art. 103 Abs. 2 GG bestimmt ist. Es läßt sich nicht mehr mit ausreichender Sicherheit vorhersehen, welches körperliche Verhalten, das andere psychisch an der Durchsetzung ihres Willens hindert, verboten sein soll und welches nicht. In demjenigen Bereich, in dem die Gewalt lediglich in körperlicher Anwesenheit besteht und die Zwangswirkung auf den Genötigten nur psychischer Natur ist, wird die Strafbarkeit nicht mehr vor der Tat generell und abstrakt vom Gesetzgeber, sondern nach der Tat im konkreten Fall vom Richter aufgrund seiner Überzeugung von der Strafwürdigkeit eines Tuns bestimmt“.
Der Bundesgerichtshof hob die Urteile gegen die Blockierer der Eberhard-Finckh-Kaserne und des Atomwaffenlagers Golf daraufhin auf. Die bereits bezahlten Strafgelder wurden bei Beantragung eines Wiederaufnahmeverfahrens zurückerstattet.
Aufgrund des BVerfG-Urteils von 1995 mussten neben den Nötigungs-Verurteilungen gegen die Blockierer in Großengstingen auch tausende weitere entsprechende Urteile, die im Zusammenhang mit Sitzblockaden vor vielen sonstigen militärischen Einrichtungen, Behörden, Atomkraftwerken oder bei anderen Demonstrationsanlässen in der Bundesrepublik im Lauf der Jahre ausgesprochen worden waren, revidiert werden.

## Zivile Nutzung als „Gewerbepark Haid“ seit 1995
Nachdem die Eberhard-Finckh-Kaserne im Dezember 1993 geschlossen worden war, kaufte der Zweckverband Gewerbepark Engstingen-Haid das Gelände im November 1995 durch Zahlung von neun Millionen DM (etwa 4,5 Millionen Euro) an die Bundesvermögensverwaltung. Der Zweckverband wird von den umliegenden Gemeinden Engstingen, Hohenstein und Trochtelfingen getragen. Mit diesem Kauf begann ein funktionaler Umwandlungsprozess der Geländenutzung (vgl. Rüstungskonversion), der bis etwa Mitte der 2010er andauerte.

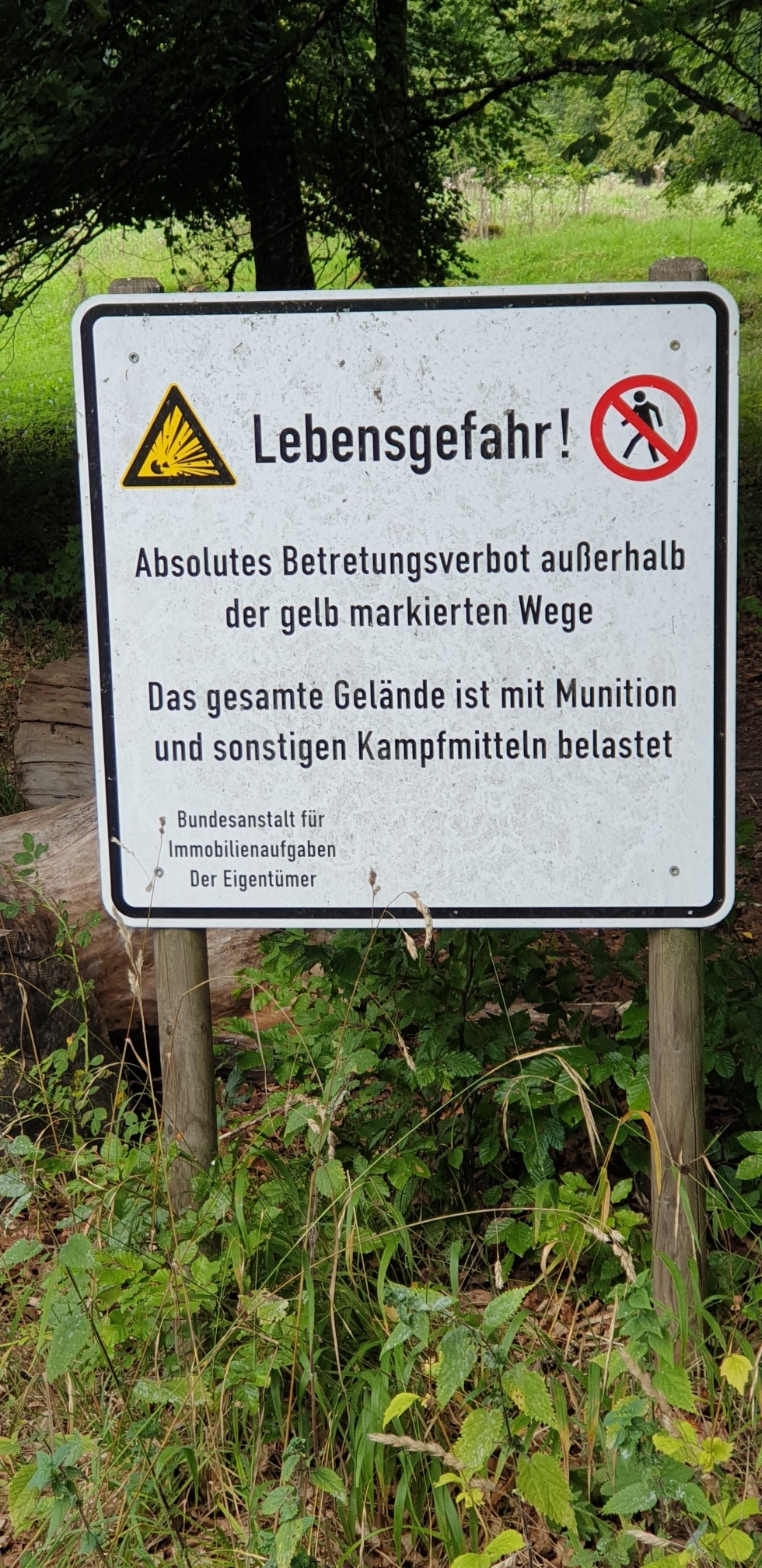
Betretungsverbot auf dem ehemaligen Standortübungsplatz Haid (2020)

Ab 2001 wurden die meisten Gebäude der ehemaligen Kaserne abgerissen. Die Kosten für die Bergung und Beseitigung von im Erdreich aufgefundenen alten Kampfmitteln wurden gemäß Kaufvertragsklausel bis zum Jahr 2015 durch den Bund getragen. Schätzungen der Kampfmittelbeseitigungsdienststelle zufolge lagen bei der Eröffnung des Gewerbeparks 1995 noch etwa 500 Tonnen Munitionsrückstände im Boden, verstreut über das gesamte Gelände rund um die ehemalige Kaserne. Das Gelände des ehemaligen Standortübungsplatzes darf daher nur auf besonders markierten Wegen betreten werden; der nordöstliche Teil mit der ehemaligen Muna war zeitweilig eingezäunt.
Auf dem inzwischen für die gewerbliche Nutzung freigegebenen Areal haben sich bis dato zirka 70 Betriebe aus verschiedenen Handwerks-, Produktions- und Dienstleistungsgewerben mit insgesamt rund 300 festen Arbeitsplätzen angesiedelt, Tendenz steigend. Das ehemalige Sondermunitionslager Golf wird mittlerweile von einer zivilen Firma zur Lagerung von gewerblichem Sprengstoff, wie er etwa in Steinbrüchen zum Einsatz kommt, genutzt.